# Jacqueline de Boulle
Jacqueline de Boulle, née en 1922, est une femme de lettres belge, auteure de roman policier et de littérature d'enfance et de jeunesse. Elle utilise les pseudonymes masculins Georges Tiffany et Tim Timmy.

## Biographie
En 1954, pour son roman Le Desperado, elle est lauréate du Prix Victor Rossel. Sous le pseudonyme de Georges Tiffany, elle publie au Fleuve noir quinze romans policiers et sous celui de Tim Timmy une série de littérature d’enfance et de jeunesse La Chronique Andrieux comportant neufs romans.

## Œuvre

### Romans signés Jacqueline de Boulle
- Le Desperado, Éditions Julliard (1955)
- Chuquimata, Collection Amours et aventure, Éditions Mondiales Del Duca (1957)
- L'amour est un serpent gris, Éditions Mondiales Del Duca (1958)
- Rossana plus douce qu'un péché, Éditions Mondiales Del Duca (1959)
- Lilo, Éditions Mondiales Del Duca (1960)
- L'Allumeuse, Éditions Mondiales Del Duca (1963)

### Romans signés Georges Tiffany aux éditionsFleuve noir
- Le Singe bleu, Spécial Police, no 426 (1964)
- Un meurtre dans les yeux, Spécial Police, no 461 (1965)
- La Main tranchée, Spécial Police,no 481 (1965)
- La Morte dans la lagune, Spécial Police, no 510 (1966)
- La Tragédie du Viking, Spécial Police, no 539 (1966)
- Le Nœud de Satan, Grands Romans, (1966)
- Êtes-vous Emilie ?, Spécial Police, no 593 (1967)
- Le Château du margrave, Spécial Police, no 636 (1968)
- La Boutique aux pendues, Spécial Police, no 652 (1968)
- Le Masque nègre, Spécial Police no 714 (1969)
- Les Papiers du mort, Spécial Police, no 744 (1969)
- La Dame aux corbeaux, Spécial Police, no 785 (1970)
- La Cage de verre, Spécial Police, no 821 (1970)
- La Mort en chaîne, Spécial Police, no 895 (1971)
- Le Bouillon d'araignées, Spécial Police, no 948 (1972)

### Roman de littérature d'enfance et de jeunesse signé Jacqueline de Boulle
- Flavia, jeune fille romaine, série Mademoiselle no 23 Marabout-junior (1957)

### Romans de littérature d'enfance et de jeunesse signés Tim Timmy

#### SérieLa Chronique Andrieux
- La Famille Andrieux, série Mademoiselle no 27 Marabout-junior (1957)
- Les Locataires de Madame Andrieux, série Mademoiselle no 52 Marabout-junior (1958)
- Les Andrieux aux sports d'hiver, série Mademoiselle no 61 Marabout-junior (1959)
- Les Mensonges de Jo Andrieux, série Mademoiselle no 73 Marabout-junior (1959)
- Le Retour de Polochon, série Mademoiselle no 80 Marabout-junior (1959)
- La Défaite de Jo, série Mademoiselle no 87 Marabout-junior (1960)
- Les Andrieux, bandits corses, série Mademoiselle no 92 Marabout-junior (1960)
- Sa Majesté Poum Andrieux, série Mademoiselle no 138 Marabout-junior (1962)
- Mystère aux Antilles, série Mademoiselle no 156 Marabout-junior (1962)

### Nouvelle
- L'Homme qui voyait la mort, Fiction no 101 (avril 1962) (coécrit avec Lino Matassoni)

### Autres ouvrages signés Jacqueline de Boulle
- La Cuisine facile, Rossel (1974)
- Recevoir facilement, Rossel (1976)

## Sources
- Lettres françaises de Belgique: 1981-1990, Raymond Trousson